# Dientamoeba fragilis
Dientamoeba fragilis es un protista perteneciente al orden Tritrichomonadida que parasita principalmente el colon humano. Aunque pertenece a un grupo de protistas flagelados, este organismo ha perdido secundariamente los flagelos. Por ello, antiguamente era clasificado erróneamente entre las amebas.

## Características generales
- Suele presentar un tamaño inferior a 15 μm.
- Carece de mitocondrias.

- Posee un aparato de Golgi denominado cuerpo parabasal.
- Únicamente tiene un hospedador (monoxeno), es cosmopolita y tiene una única forma de vida en su ciclo vital, el trofozoito, ya que no forma quistes.
- Trofozoíto: presenta un tamaño de unos 7-12 μm de longitud y una morfología ameboide. No posee flagelos, a diferencia de otros organismos de este mismo orden. Los trofozoitos presentan 1 o 2 núcleos según la fase de la división en la que se encuentren. Normalmente pueden observarse un 70% de trofozoitos con 2 núcleos en cualquier muestra fecal. El trofozoito es la forma vegetativa que se alimenta, se reproduce e infecta.
- Alimentación por fagocitosis y pinocitosis de restos de alimento y bacterias del colon.
- Reproducción por división binaria longitudinal. No presentan reproducción sexual.
- Quiste:Recientes investigaciones concluyen que su quiste se puede encontrar dentro de los huevos de helmintos como el Ascaris lumbricoides, por eso se decía que no tenía presencia de quiste "Parasito flajelado sin presencia de quiste"

## Ciclo vital e infección
D. fragilis vive exclusivamente en el colon humano. Los trofozoitos son muy lábiles en las heces y presentan una escasa resistencia. Esto, unido al hecho de la inexistencia de quistes como transmisores de la infección, ha generado una hipótesis basada en la transmisión a partir de huevos de Enterobius vermicularis parasitados con trofozoitos de D. fragilis. Estos huevos son resistentes en las heces y cuando se ingieren por medio de alimento o bebida contaminados viajan hasta el colon donde eclosionan y los trofozoitos por su parte comienzan a dividirse extendiéndose por todo el epitelio.

## Patología
D. fragilis es considerado como un parásito apatógeno, pero si la infección es severa y el número de trofozoitos en el colon aumenta considerablemente puede llegar a provocar diarrea por irritación de la mucosa.

## Epidemiología
D. fragilis es cosmopolita y se aloja exclusivamente en el colon humano. Debido a su carácter apatógeno y normalmente asintomático, no se tienen datos muy concretos acerca de la prevalencia y la incidencia de las infecciones producidas por este parásito en el mundo.